# Castillo de Manzaneque
El castillo de Manzaneque es una fortificación defensiva situada en la localidad española homónima, perteneciente a la provincia de Toledo, en la comunidad autónoma de Castilla-La Mancha.

## Historia y características

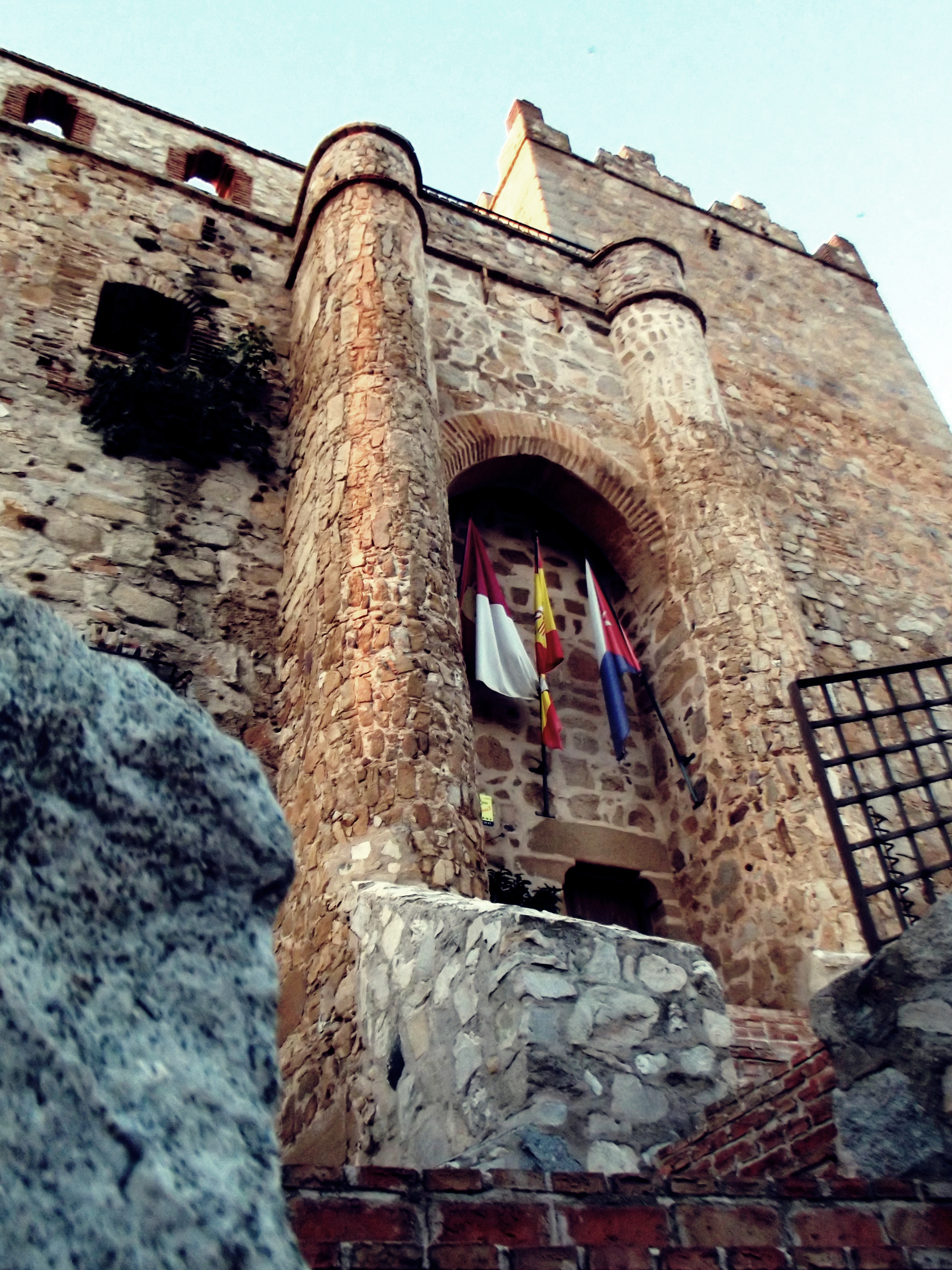
Vista del castillo

La construcción de la fortaleza es atribuida frecuentemente a un encargo por parte de Íñigo de Ávalos en el siglo xv, aunque también se ha argumentado sobre la base de los escudos heráldicos presentes encima del arco ojival de la puerta correspondientes a los linajes Figueroa y Orozco que su factura es anterior. Presenta planta cuadrada, una torre del homenaje, una puerta en forma de arco apuntado y está situado en llano dentro del núcleo urbano de la localidad. Se acometió una restauración del edificio a comienzos del siglo xx.
Su estatus como bien de interés cultural viene heredado del Decreto de 22 de abril de 1949, que establece que «todos los Castillos de España, cualquiera que sea su estado de ruina, quedan bajo la protección del Estado, que impedirá toda intervención que altere su carácter o pueda provocar su derrumbamiento».